# Pedang-Lurus
Das Pedang-Lurus, auch Pedang-Luwuk, ist ein Schwert aus Indonesien.

## Beschreibung
Das Pedang-Lurus hat eine gerade, zweischneidige Klinge. Die Klingen haben entweder einen Mittelgrat oder einen Hohlschliff. Meist ist eine Rückenschneide vorhanden, die etwa 25 cm lang vom Ort zum Heft läuft. Viele der Klingen werden aus indischem Gussdamast (Wootz) hergestellt, andere sind europäischen Ursprungs. Das Heft besteht aus Holz, Horn oder Metall und hat ein genau gearbeitetes Parier, das sehr genau mit dem Scheidenmund abschließt. Die Scheiden bestehen aus Holz oder Metall und sind, wie der Rest der Waffe, kunstvoll verziert. Es gibt verschiedene Versionen, die in Länge, Form und Ausstattung variieren. Das Pedang-Lurus wird von Ethnien in Indonesien benutzt. Er ist eine Version des Pedang.